# Leptothorax korbi
Leptothorax korbi är en myrart som beskrevs av Carlo Emery 1922. Leptothorax korbi ingår i släktet smalmyror, och familjen myror. Inga underarter finns listade i Catalogue of Life.